# Église Saint-Pierre de Saint-Pierre-d'Oléron
L’église Saint-Pierre est une église paroissiale située à Saint-Pierre-d'Oléron, dans le département de la Charente-Maritime et le diocèse de La Rochelle et Saintes. Cet imposant édifice, qui comprend des éléments de différentes époques, intègre un clocher octogonal sommé d'une plate-forme d'observation. 
La façade ouest (à l'exception du clocher), ainsi que la tribune de l'orgue,   fait l’objet d’une inscription au titre des monuments historiques depuis le 21 décembre 1988. De même, plusieurs tableaux et éléments de mobilier font l'objet de protections détaillées, et l'ensemble est répertorié comme site archéologique.

## Historique
La construction de ce vaste édifice débute au XIIe siècle. Peu de vestiges témoignent de cette construction primitive, sinon une pile rectangulaire et les bases d'un arc, pris dans la maçonnerie du croisillon nord. L'église a considérablement souffert de l'impact des guerres de Religion où, comme nombre de ses consœurs oléronaises, elle a été mise à sac et partiellement détruite durant cette période. 
Une première campagne de reconstruction est menée dans le courant du XVIIe siècle, dans un style volontairement imposant dit de « Contre-Réforme », qui témoigne des efforts catholiques pour « reconquérir » les populations insulaires. Ce parti architectural, qui demeure confidentiel dans les anciennes provinces d'Aunis et de Saintonge, se retrouve avant tout sur la façade, agrémentée d'une série de pilastres, de volutes, de frises et de guirlandes de fleurs. 
Le clocher date de 1776 et domine de 40 mètres le niveau de la mer ; il fut construit par Jean Denis fils, un architecte originaire de Cognac, qui travaillait aussi au clocher de Marennes. Cette tour peinte en blanc sert aussi d'amer aux navires. Le clocher octogonal supporte une plate-forme, juchée à 32 mètres de hauteur, de laquelle se dégage un vaste panorama découvrant toute l'île d'Oléron, les îles d'Aix et de Ré ainsi que l'estuaire de la Charente. L'inscription « Dieu surtout, Jean Denis fils dit la sincérité de Cognac, appareilleur de cet ouvrage en 1776 » est visible sur les murs intérieurs du campanile. 
Une nouvelle campagne de reconstruction et d'agrandissement est ensuite menée pendant le XIXe siècle. L'architecte diocésain Antoine Brossard vient notamment greffer des bas-côtés à la structure originelle, doublant la capacité d'accueil de l'église.

## Description
L'architecture atypique de cette église s'explique par des influences stylistiques différentes, passant du baroque et du classique au néo-gothique. Formant une croix latine, l'église est composée d'une nef divisée en trois travées, couvertes de voûtes ogivales (en dehors de la première travée, couverte d'une voûte lambrissée) reposant sur des colonnes portant des chapiteaux corinthiens ou sur des piles rectangulaires, d'un transept saillant et d'une abside rectangulaire en moyen appareil. De même que la croisée, l'abside est couverte d'une charpente évoquant un navire renversé. Le mur du chevet est aveugle et orné d'un christ crucifié d'inspiration baroque.
La chapelle de la Vierge est ornée d'une série de fresques, dues au pinceau de l'artiste d'origine estonienne Nicolas Greschny. Elles dépeignent essentiellement des scènes religieuses, dans un style proche des icônes orthodoxes, mais aussi des paysages et des scènes de la vie quotidienne en Oléron. Des baies en arc brisé accueillent des vitraux au style académique, évoquant des scènes de l'Ancien et du Nouveau Testament.
Au-dessus du porche d'entrée, une large tribune dotée d'une balustrade en fer forgé du XVIIIe siècle ornée de lyres, de motifs floraux et de rinceaux accueille l'orgue (ces deux éléments sont inscrits aux monuments historiques). Deux chapelles latérales bordent le porche d'entrée : celle de gauche abrite une reproduction du gisant d'Aliénor d'Aquitaine, qui octroya une charte communale et divers privilèges aux insulaires en 1199. 
L'église conserve de nombreux éléments de mobilier inscrits au titre des Monuments historiques, parmi lesquels de nombreux tableaux (L'apparition de la Vierge de la Salette, La mort de saint Joseph, Le reniement de saint Pierre, Le ravissement de saint Paul, Le Christ en croix, Le baptême du Christ, L'Immaculée Conception, Ecce Homo, La mise au tombeau...), plusieurs reliquaires (de saint Jean-Baptiste, de la Vraie-Croix, de sainte Catherine de Sienne), des ostensoirs, des ciboires, des lustres, un chemin de croix, un fer à hostie, plusieurs chandeliers, une chaire, un confessionnal, un orgue de tribune ainsi qu'un ex-voto (maquette représentant un navire, « Le Jean Bart ») et d'autres objets liturgiques.

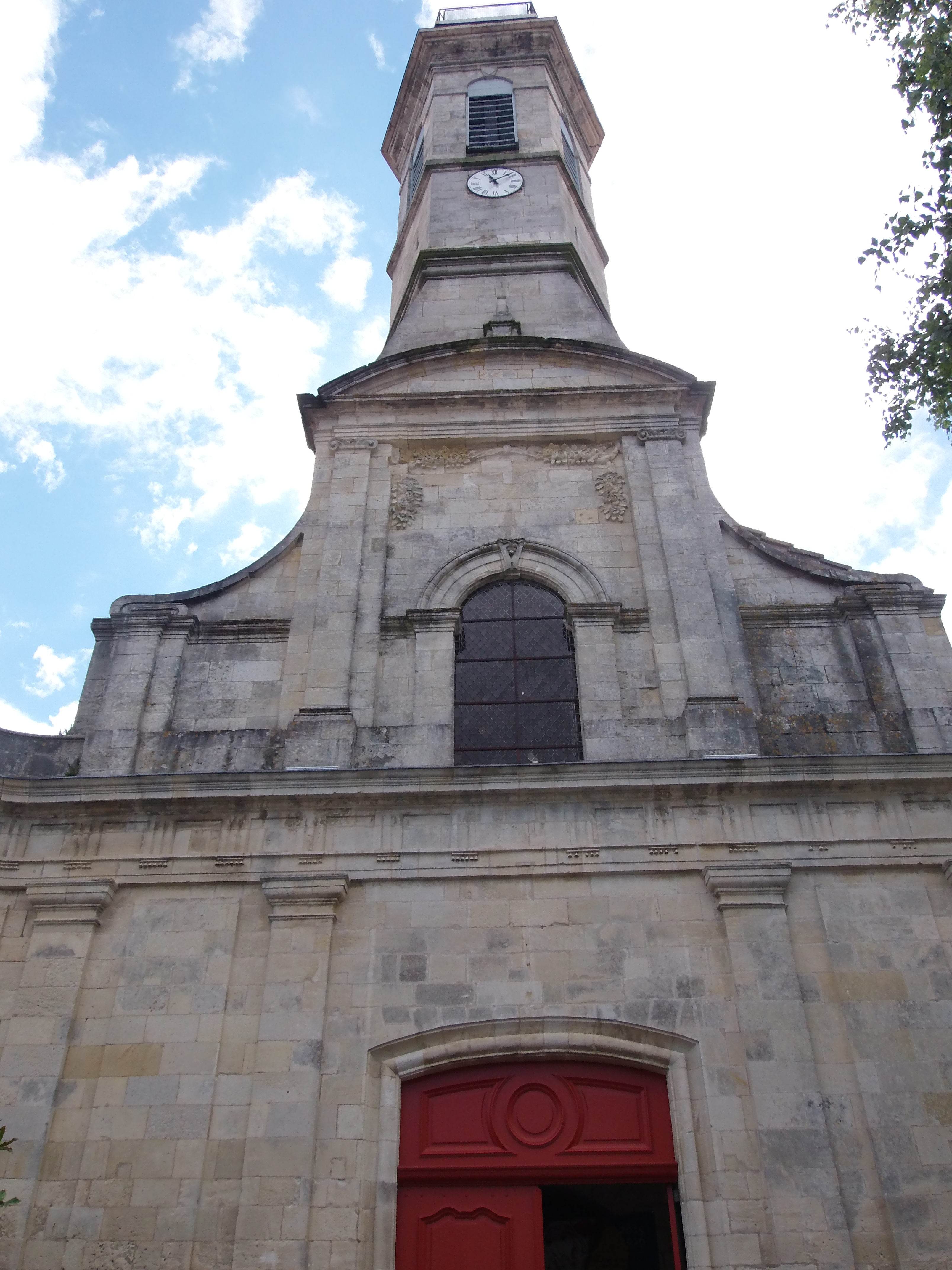
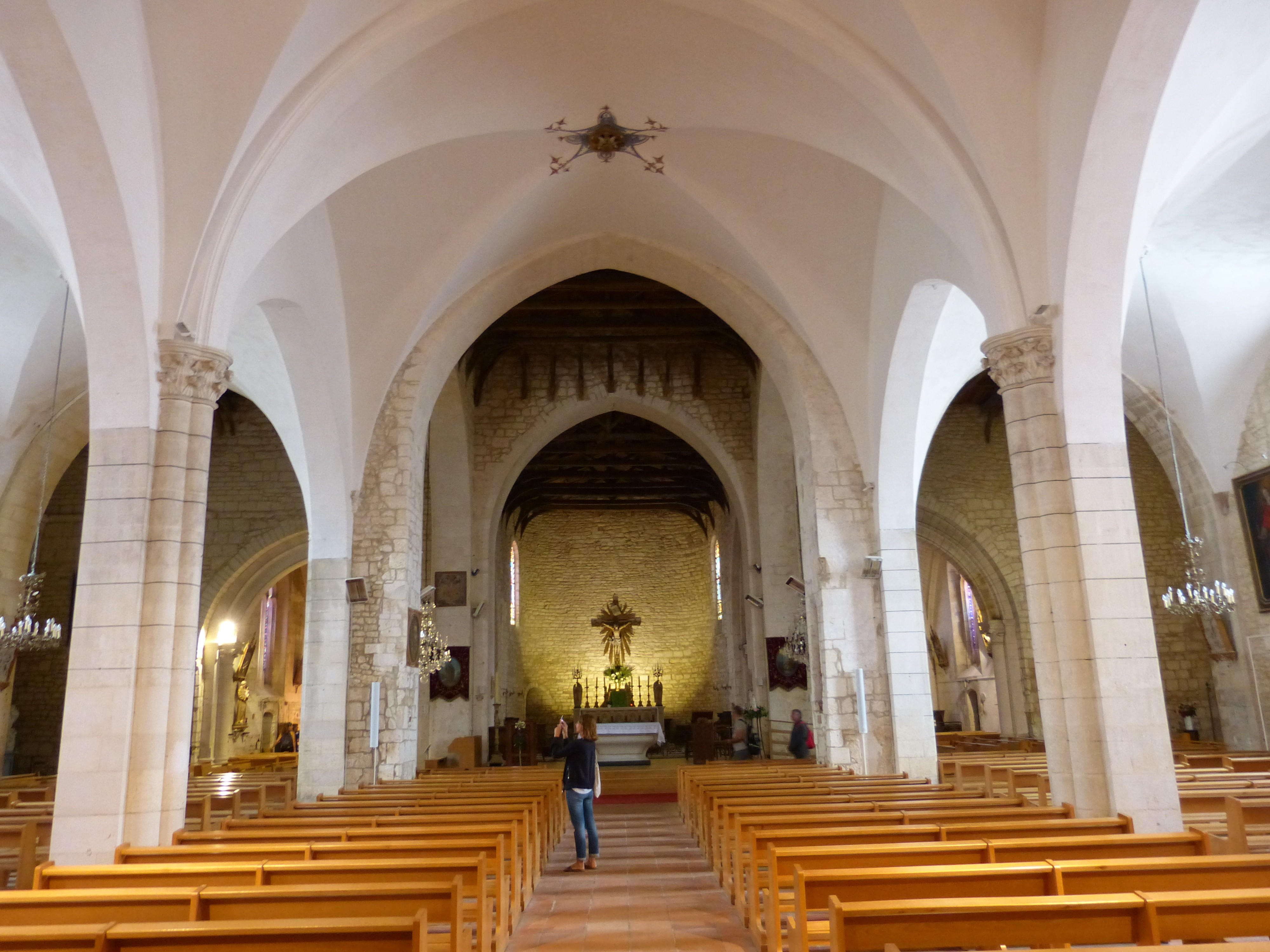
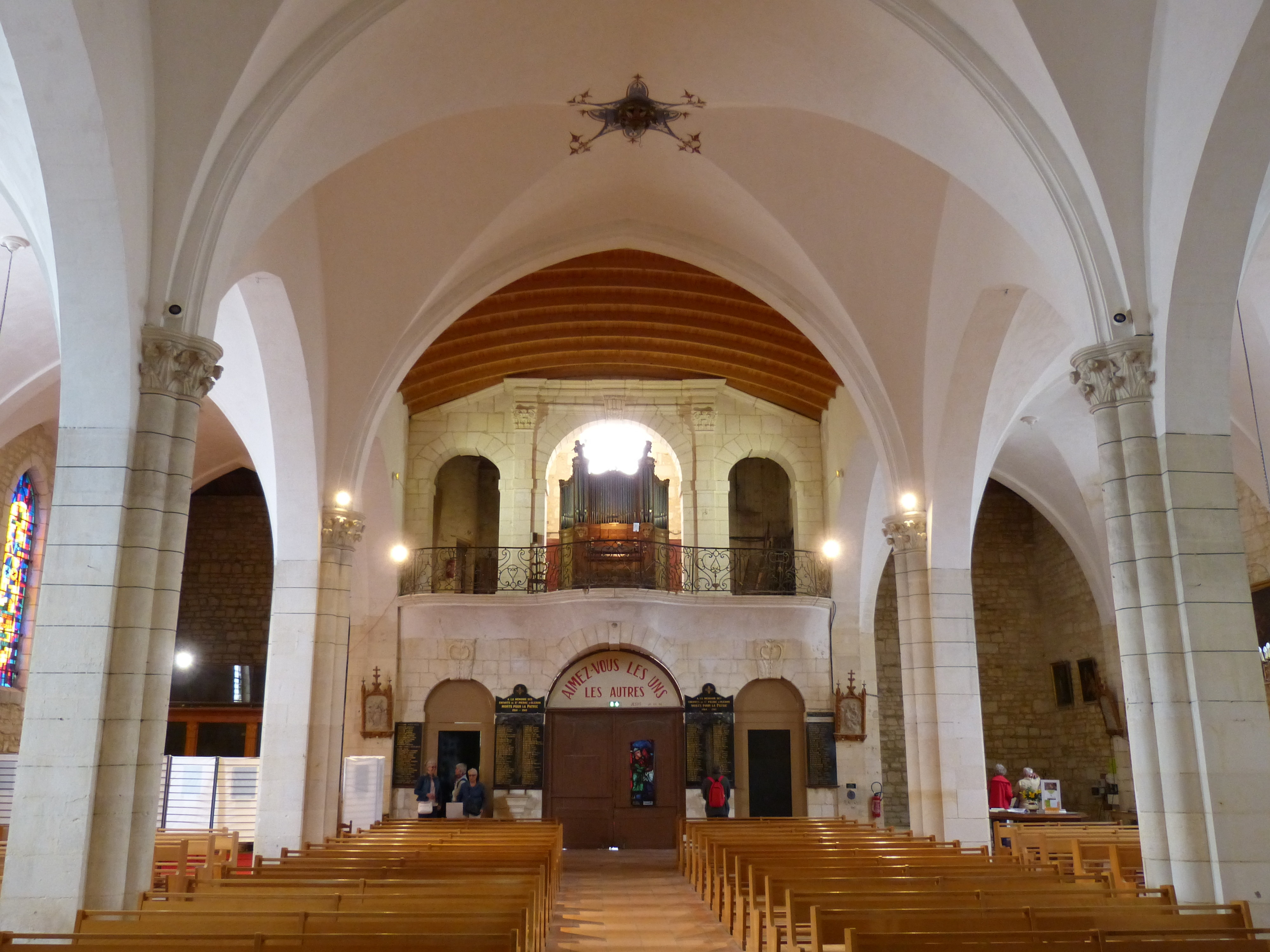
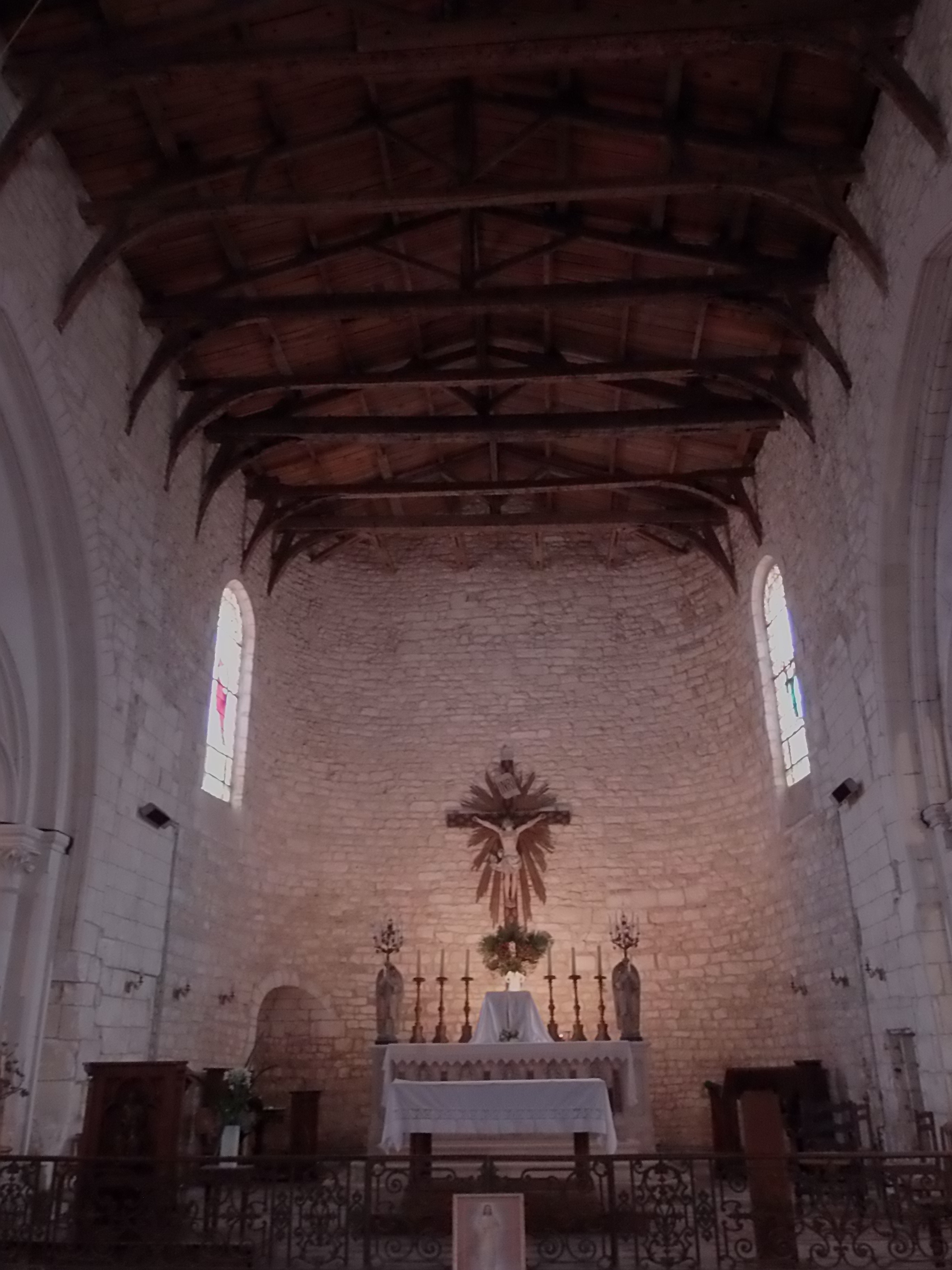
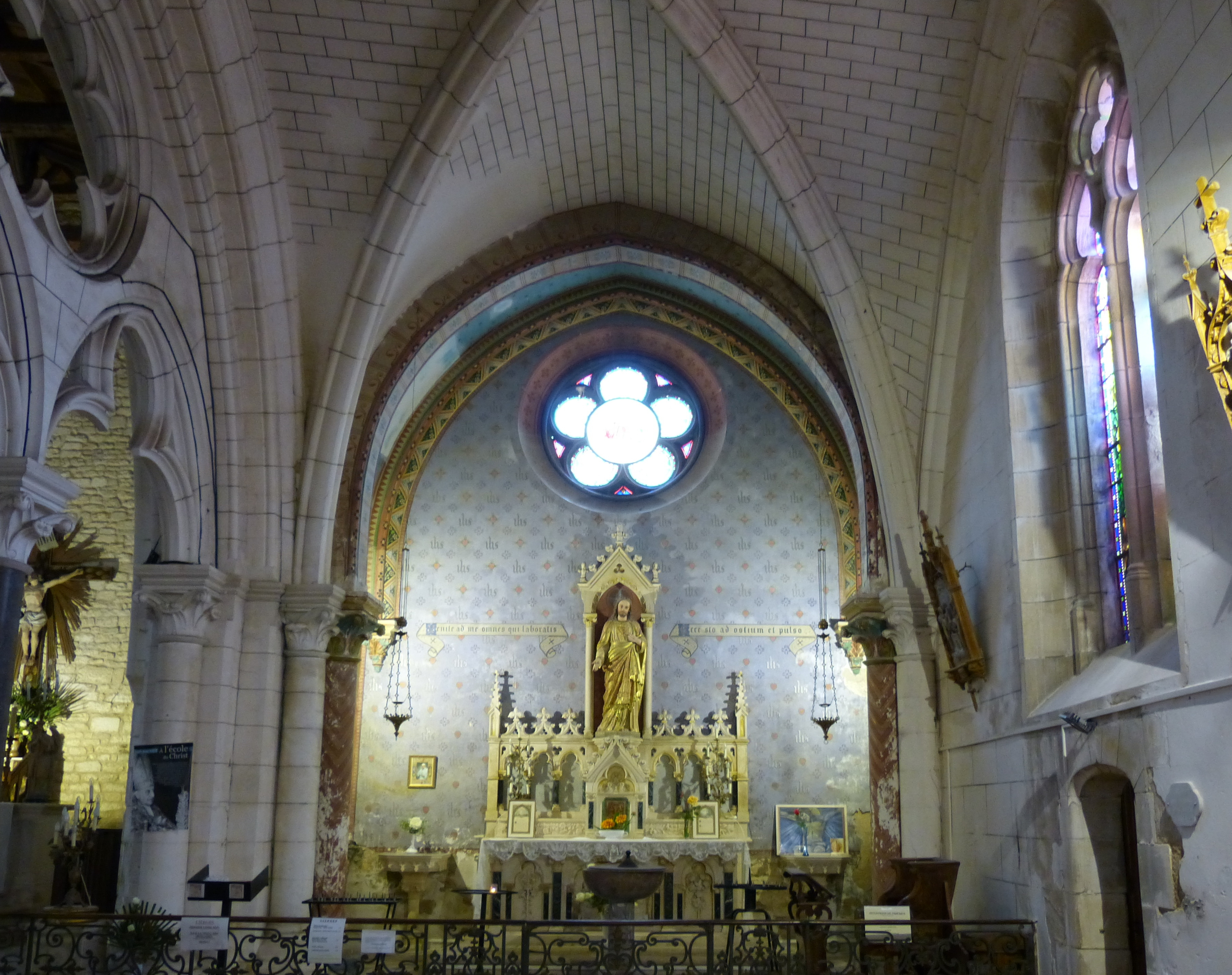
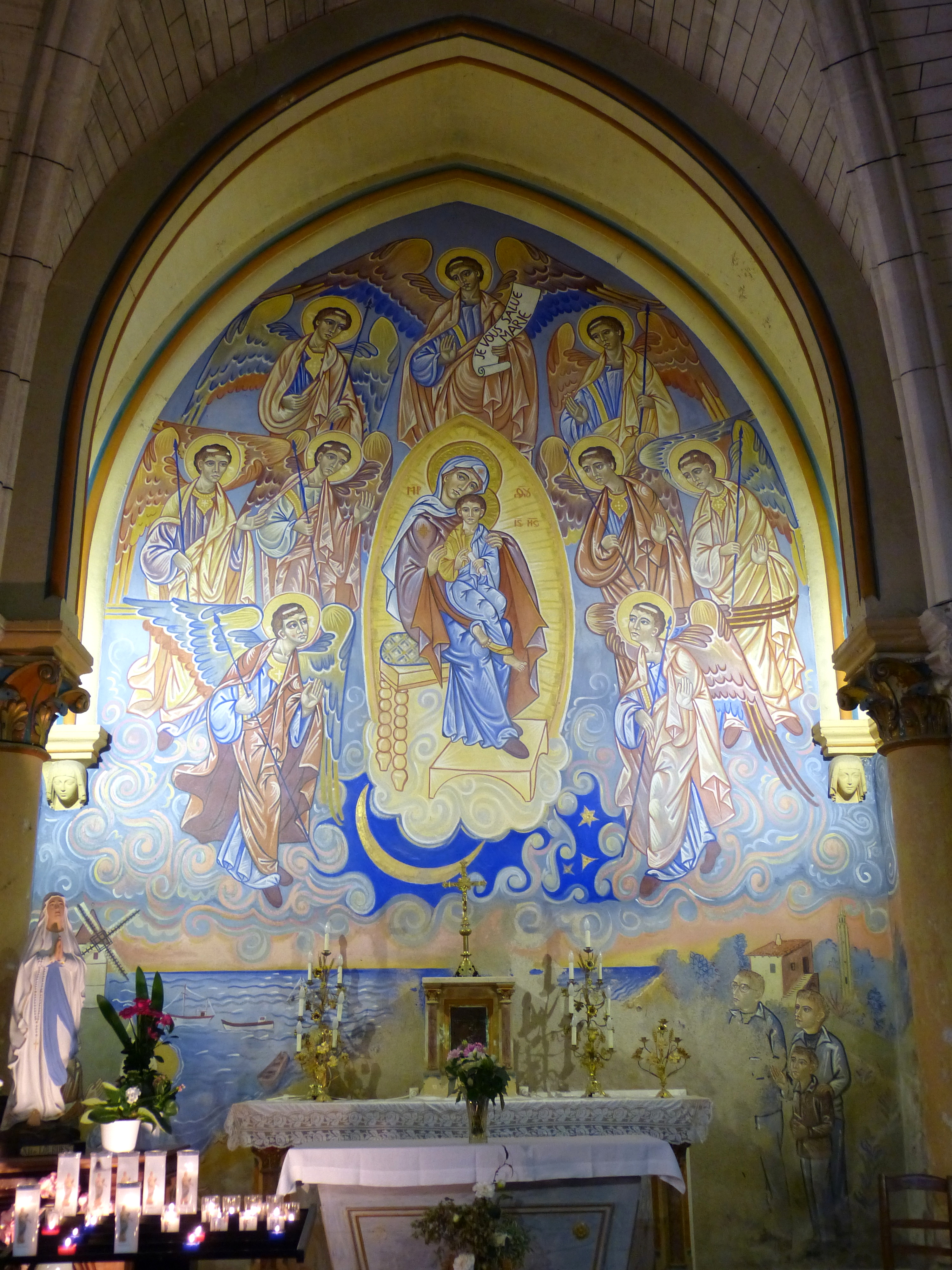
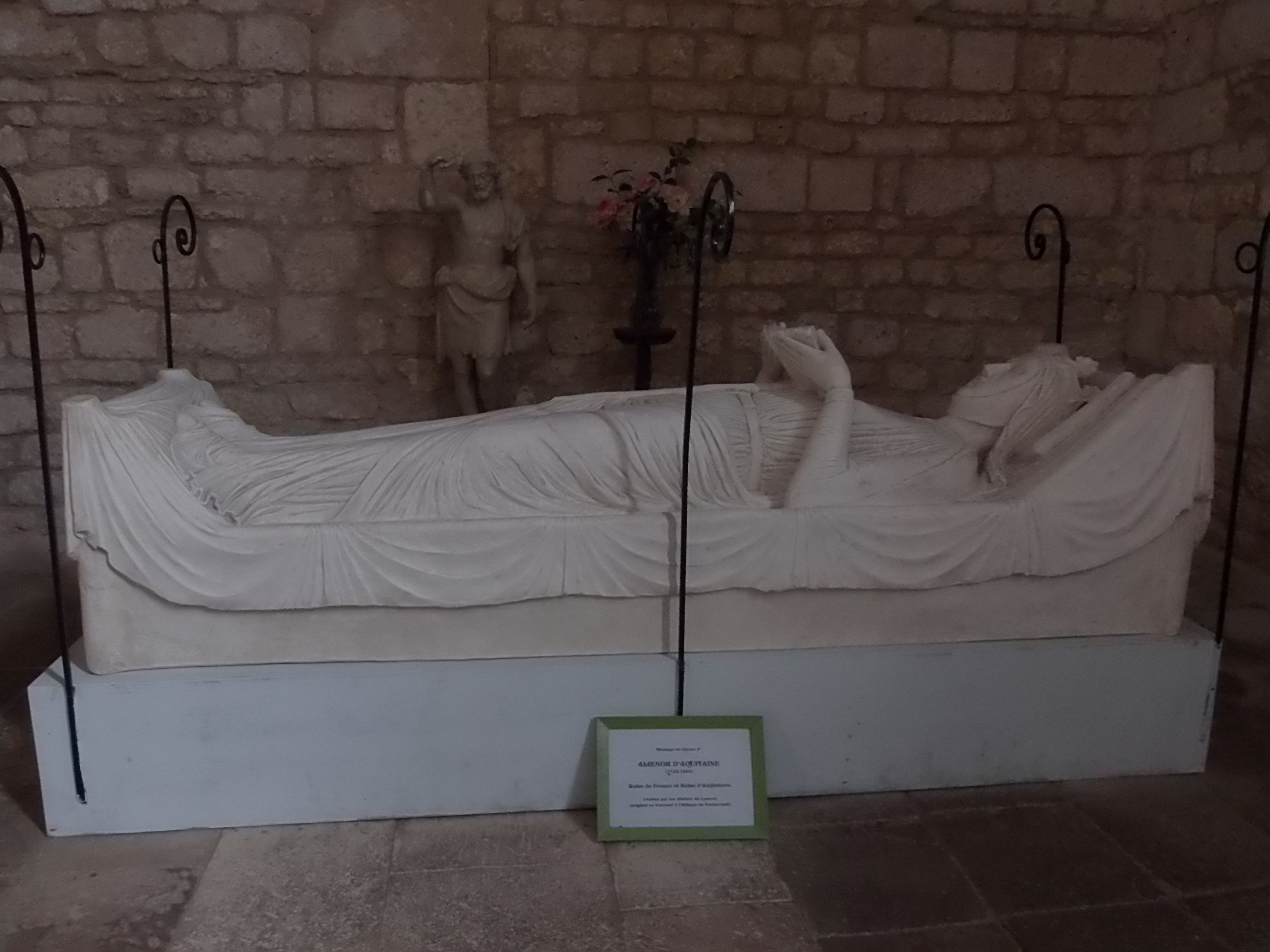